# Aphylla janirae
Aphylla janirae är en trollsländeart som beskrevs av Belle 1994. Aphylla janirae ingår i släktet Aphylla och familjen flodtrollsländor. Inga underarter finns listade i Catalogue of Life.